# Akiéni
Akiéni est une petite ville du département de Lekoni-Lekori dans le sud-est du Haut-Ogooué, au Gabon. Elle se trouve le long de la rivière de la Leconi  qui prend sa source dans les plateaux téké aux frontières du Congo.
Le département de Lékoni-Lékori connait une liste d'illustres filles et fils qui ont marqué l'histoire tant sur le plan local que national et international dont voici quelques noms:
Son Excellence Monsieur le Président de la République Ali BONGO ONDIMBA,  
OMBOUMA Fabien, 
Edouard Mbadou, 
Ndouna Depenaud, 
Luc Marat Abyla, 
Jean Boniface Assélé.  
La mairesse d’Akiéni est Mali Régina, élue le 3 février 2019 lors des élections législatives gabonaises de 2018.

## Personnalités
- Préfet : M. Lazare AKOMO[2]
- Mali Régina : mairesse d’Akiéni